# Parafia Przemienienia Pańskiego w Kolinie
Parafia pw. Przemienienia Pańskiego w Kolinie – rzymskokatolicka parafia należąca do dekanatu Stargard Zachód, archidiecezji szczecińsko-kamieńskiej, metropolii szczecińsko-kamieńskiej. Erygowana dnia 31 maja 1971 roku.

## Miejsca święte

### Kościół parafialny
- Kościół Przemienienia Pańskiego w Kolinie[1]

### Kościoły filialne i kaplice
- Kościół św. Józefa Marii Escrívy w Morzycy[1][2][3][a] – pierwszy konsekrowany kościół na świecie, którego patronem jest święty Josemaria Escriva[3].
- Kościół św. Stanisława Biskupa Męczennika w Moskorzynie[1][2][4]
- Kościół św. Maksymiliana Marii Kolbego w Żalęcinie[1][2][5]